# Guinea-bissauisch-osttimoresische Beziehungen
Die Staaten Guinea-Bissau und Osttimor unterhalten freundschaftliche Beziehungen. Guinea-Bissau hat etwas mehr Einwohner und ist flächenmäßig etwa doppelt so groß wie Osttimor.

## Geschichte

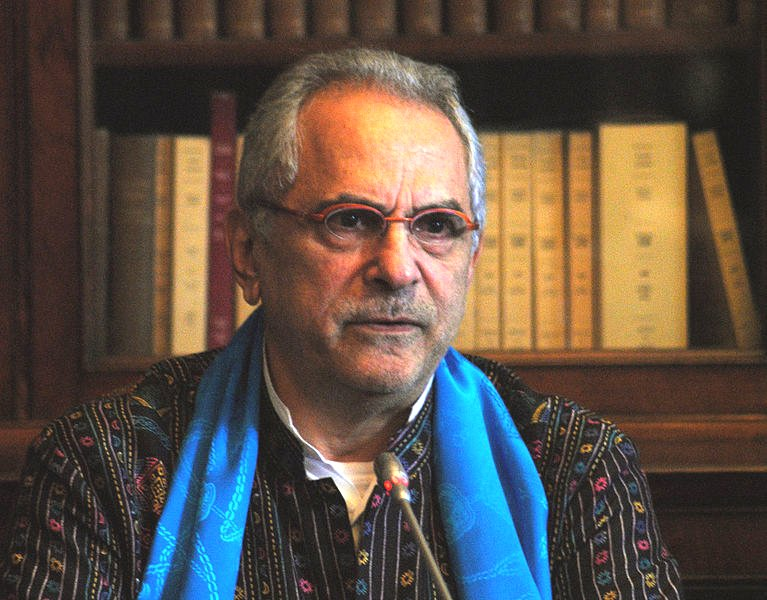
José Ramos-Horta, UN-Sonder-beauftragter für Guinea-Bissau (2013)

Guinea-Bissau und Osttimor sind beides ehemalige portugiesische Kolonien und Mitglieder der Gemeinschaft der Portugiesischsprachigen Länder (CPLP). Außerdem sind beide Länder Mitglied der g7+-Staaten, einer Organisation zur gegenseitigen Unterstützung und Erfahrungsaustausch von Ländern, die als politisch instabil gelten. Osttimor hat hier eine führende Rolle.
Während die Unabhängigkeit Guinea-Bissaus nach der Nelkenrevolution von Portugal am 10. September 1974 anerkannt wurde, wurde die einseitige Ausrufung der Unabhängigkeit Osttimors durch die FRETILIN am 28. November 1975 von Portugal zunächst nicht anerkannt. Guinea-Bissau war das erste afrikanische Land und eine von insgesamt nur zwölf Nationen, die Osttimor als Staat anerkannten. Wenige Tage später begann Indonesien mit der offenen Invasion Osttimors und hielt das Land 24 Jahre lang besetzt.
Seit der endgültigen Unabhängigkeit Osttimors 2002 haben Guinea-Bissau und das südostasiatische Land freundschaftliche Beziehungen, vor allem im Rahmen der CPLP und der g7+.
Nach dem Militärputsch in Guinea-Bissau am 12. April 2012 setzte sich Osttimor in der CPLP gegen eine Verurteilung des Putsches und der zeitweisen Suspendierung der Zusammenarbeit mit Guinea-Bissau ein. Ebenso viel Einsatz brachten Osttimors Regierung und Diplomaten für Guinea-Bissau bei den Vereinten Nationen ein, so zum Beispiel im Januar 2017, als Ágio Pereira, osttimoresischer Staatsminister und Minister des Präsidiums des Ministerrats bei einem hochkarätigen UN-Treffen mehr Aufmerksamkeit der internationalen Gemeinschaft für das westafrikanische Land anmahnte. Der Osttimorese und Friedensnobelpreisträger José Ramos-Horta versuchte zwischen den Konfliktparteien zu vermitteln. Vom 1. Januar 2013 bis zum 21. August 2015 war er UN-Sonderbeauftragten für Guinea-Bissau und Chef der United Nations Integrated Peacebuilding Office in Guinea-Bissau (UNIOGBIS).

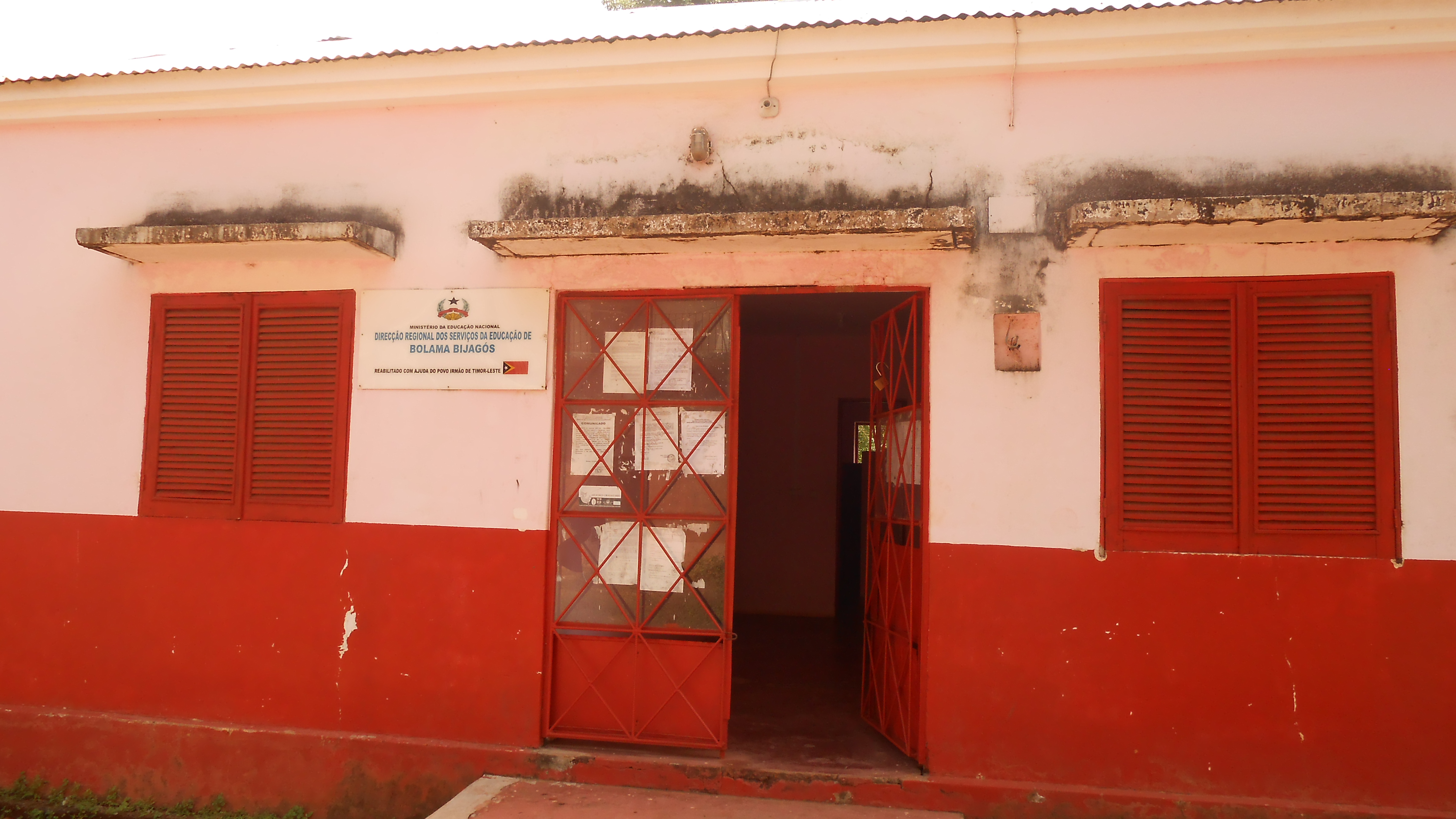
„Reabilitado com ajuda do povo irmão de Timor-Leste“: mit „osttimoresischer Bruderhilfe“ wieder in Stand gesetzte Niederlassung der guinea-bissauischen Bildungsbehörde in Bolama

Vertreter Osttimors haben regelmäßig die internationale Gemeinschaft zur weiteren Unterstützung Guinea-Bissaus aufgefordert, das sie als ihr „Bruderland“ bezeichnen. Eine ähnlich Rolle spielt für Guinea-Bissau auch Brasilien. Guinea-Bissau begrüßt das Engagement Osttimors in dieser Form, gerade wegen der chronischen „Spendenmüdigkeit“ internationaler Akteure angesichts der andauernden Instabilität des westafrikanischen Landes und der Pattsituation nach der Conakry-Vereinbarung.
Osttimor unterstützte Guinea-Bissau bei der Finanzierung einiger Behörden. 2014 übernahm das südostasiatische Land die Bezahlung von Angestellten der Regierung Guinea-Bissaus in Höhe von sechs Millionen US-Dollar. Bei der internationalen Geberkonferenz für Guinea-Bissau in Brüssel 2015 sicherte Osttimor 1,9 Millionen US-Dollar für den Terra-Ranka-Strategie- und Operationsplan für 2015 bis 2025, den die Regierung Guinea-Bissau vorstellte. Terra Ranka kam aufgrund des politischen Patts dann nicht zustande, trotzdem überwies Osttimor 225.000 € an Guinea-Bissau, um die Organisation eines nationalen Versöhnungstreffens in Guinea-Bissau zu finanzieren. Außerdem leistete Osttimor direkte finanzielle und technische Unterstützung für die Organisation von Wahlen in Guinea-Bissau. Zudem gab es Gespräche und Anstrengungen in anderen Bereichen, wie Verteidigung und die Reform des Sicherheitssektors Guinea-Bissaus. In letzterem hat Osttimor große Erfahrungen gesammelt, sowohl positive, als auch negative. 2017 stiftete Osttimor Guinea-Bissau zwei Krankenwagen. Am 26. November 2019 gewährte die Agência de Cooperação de Timor-Leste (ACTL) Guinea-Bissau eine Hilfe von 300.000 US-Dollar als „technische Unterstützung für die Budgethilfe“.
Aristides Gomes, Premierminister von Guinea-Bissau besuchte Osttimor 2019.

## Diplomatie

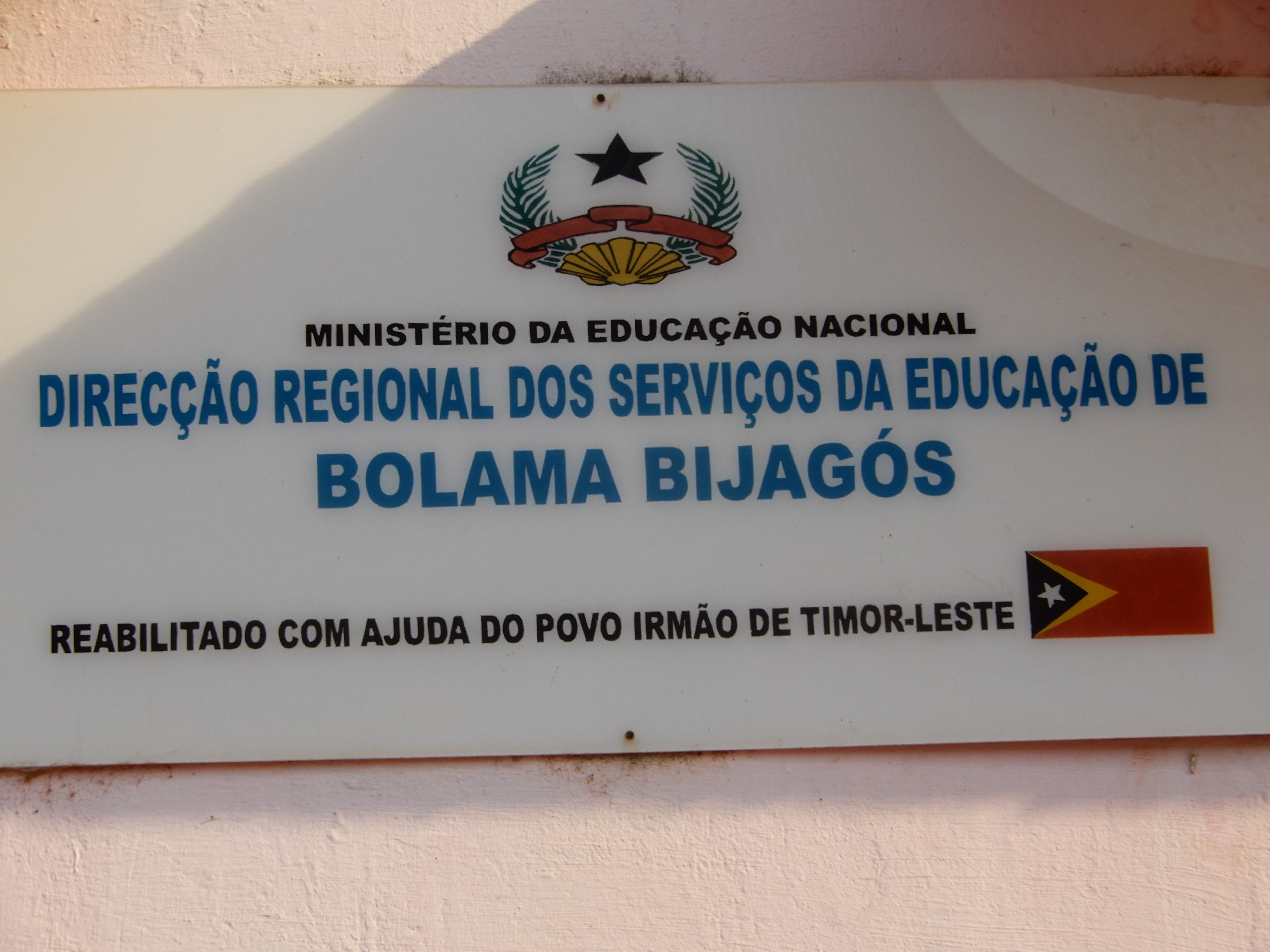
Entwicklungshilfe von Osttimor

Die ACTL hat eine Technische Vertretung für Zusammenarbeit (portugiesisch Representações Técnicas de Cooperação RTC), eine „Kooperationsagentur“, mit Sitz an einer Hauptstraße Bissaus, nahe dem Stadtzentrum. Diese soll die positiven Erfahrungen Osttimors bei der Umsetzung der 16 Ziele für nachhaltige Entwicklung (SDG-16) in den Bereichen Interessenvertretung, Ressourcen und technische Kooperation an Guinea-Bissau weitergeben. Sondergesandter Osttimors in Guinea-Bissau ist seit August 2018 Tomás Cabral. Sein Vorgänger war Alberto Carlos.
Guinea-Bissau hat einen Botschafter in Osttimor akkreditiert.

## Einreisebestimmungen
Osttimoresen können ein eVisa für Guinea-Bissau erhalten. Bürger Guinea-Bissaus erhalten bei Ankunft in Osttimor ein Einreisevisum für 30 Tage.

## Wirtschaft
Für 2018 gibt das Statistische Amt Osttimors keine Handelsbeziehungen zwischen Guinea-Bissau und Osttimor an.